# 가네모토 고지
가네모토 고지(일본어: 金本浩二, 1966년 10월 31일~)는 재일 한국인 프로레슬러이다. 현재 프리랜서로 활동하고 있으며, 아내는 여자 프로레슬러 Hikaru이다.

## 경력
초등학교 6학년부터 유도를 시작하였다. 오사카 예술 대학 예술학부 환경계획학과를 졸업하였다. 오사카 예술 대학 유도부 소속이었던 학창 시절에 프로레슬러를 동경하여 반 년간 트레이닝을 하였고, 1990년 6월에 프로레슬링계에 입문하였다. 11월 7일 와카야마현 이와데 정에 있는 종합 체육관에서 오하라 미치요시와의 경기에서 데뷔하였다.
1991년에 멕시코에 무사 수행에 갔으며, 1992년에 귀국 후 3대째 타이거 마스크에 발탁되지만, 자신의 스타일과 곡예를 주체로하는 타이거 마스크와의 갭에 고민을 하였고, 1년도 안되어 복면을 벗었다. 1995년에는 IWGP 주니어, UWA 주니어 2관왕 챔피언이 되었다.
1999년 ~ 2000년 무렵에는 주니어라는 틀을 뛰어 넘어 여성을 중심으로 많은 인기를 자랑하게 된다. 2004년에는 G1 CLIMAX에 처음으로 출전하였다. 2006년 5월 3일 후쿠오카 국제 센터는 제 49대 IWGP 주니어 헤비급 챔피언인 4대째 타이거 마스크를 꺾고 3년 만에 IWGP 주니어 헤비급 왕좌에 군림하였다. 그러나 5월부터 6월에 걸쳐 실시된 베스트 오브 더 슈퍼 주니어 XIII에서는 타이거, 이노우에 와타루에 패배하여 4 대회 만에 결승 토너먼트에 올라갔다. 8월에는 G1 CLIMAX에 출전하여 주니어 헤비급 선수 최초로 결승 토너먼트에 진출하였다. 준결승에서 전일본 프로레슬링의 코지마 사토시에게 패해 결국 결승 진출은 하지 못했다.
2009년 12월 SUPER J-CUP 1회전에서 후지타 주니어 하야토와의 경기에서 승리하였으나, 다구치 류스케에 패배해 8강에 그쳤다.